# 프론티어 (슈퍼컴퓨터)

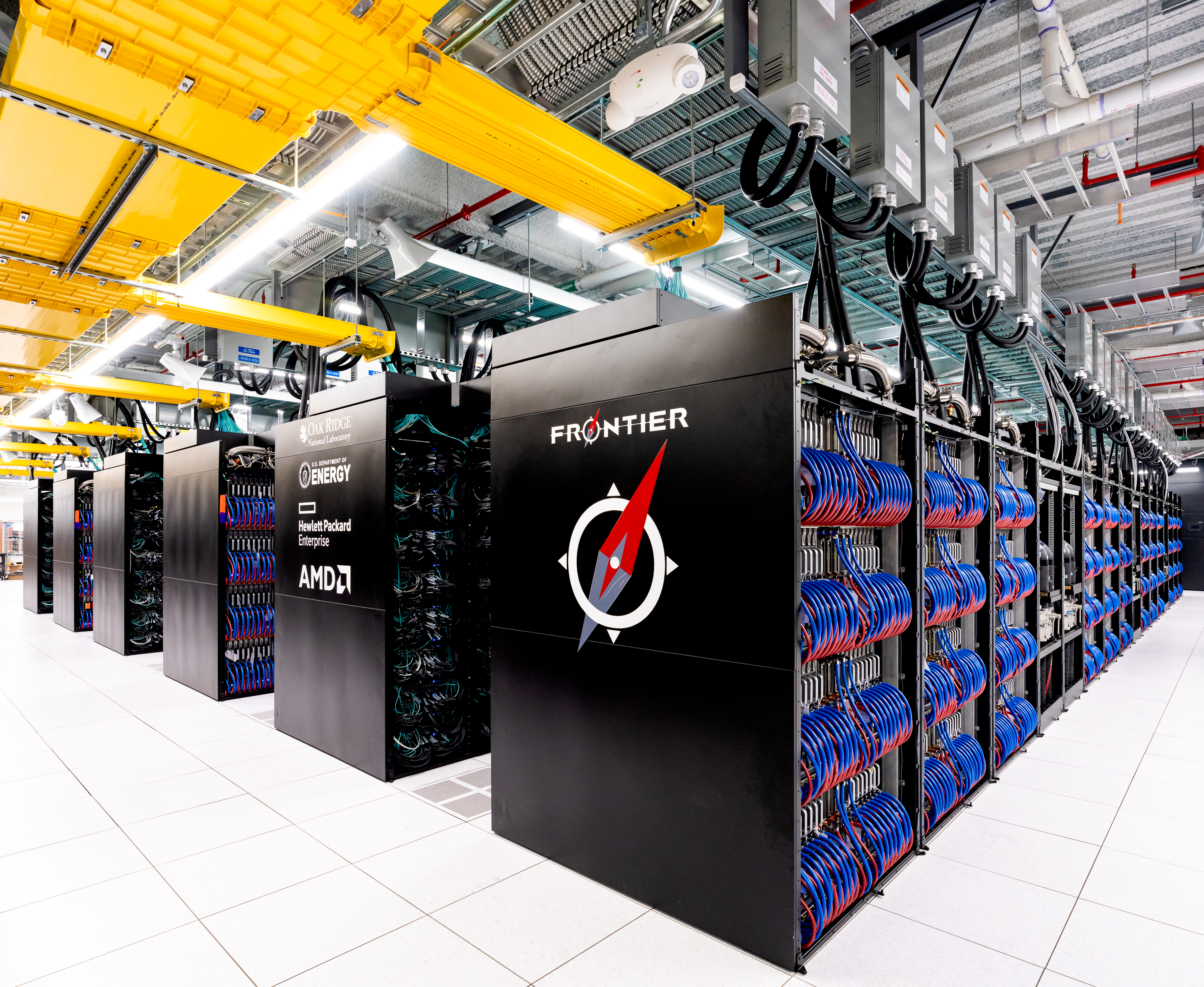

휴렛 패커드 엔터프라이즈 프론티어(Hewlett Packard Enterprise Frontier, OLCF-5)는 미국 테네시의 OLCF(Oak Ridge Leadership Computing Facility)에서 호스팅되고 2022년에 처음 가동되는 세계 최초이자 가장 빠른 엑사급 슈퍼컴퓨터이다. 크레이 EX를 기반으로 하며 서밋(OLCF-4)의 후속 제품이다. 2023년 12월 기준 프론티어는 세계에서 가장 빠른 슈퍼컴퓨터이다. 프론티어는 AMD CPU 및 GPU를 사용하여 초당 1.102경 작업에 해당하는 1.102엑사플롭스의 Rmax를 달성했다.
62.86기가플롭/와트로 측정된 프론티어는 2022년 11월 플래티론 연구소(Flatiron Institute)의 앙리(Henri) 슈퍼컴퓨터에 의해 효율성 측면에서 왕좌를 차지할 때까지 가장 효율적인 슈퍼컴퓨터로 그린500 목록에서 1위를 차지했다.

## 같이 보기
- 기후 모형